# Martinocarcinus ickeae
Martinocarcinidae, Martinocarcinus
Famille
Genre
Espèce
Martinocarcinus ickeae est une espèce de crabe fossile, la seule du genre Martinocarcinus et de la famille des Martinocarcinidae.

## Distribution
Cette espèce a été découverte à Java et date de l'Éocène.

## Sources
- Ng, Guinot & Davie, 2008 : Systema Brachyurorum: Part I. An annotated checklist of extant brachyuran crabs of the world. Raffles Bulletin of Zoology Supplement, n. 17 p. 1–286.
- De Grave & al., 2009 : A Classification of Living and Fossil Genera of Decapod Crustaceans. Raffles Bulletin of Zoology Supplement, n. 21, p. 1-109.